# Argyrostrotis sequistriaris
Argyrostrotis sequistriaris är en fjärilsart som beskrevs av Jacob Hübner 1825. Argyrostrotis sequistriaris ingår i släktet Argyrostrotis och familjen nattflyn. Inga underarter finns listade i Catalogue of Life.